# 塞莎特
塞莎特（英語：Seshat）古埃及神话中的书写女神，智慧神托特（Thoth）之女，或妹妹和妻子。其形象是一身披豹皮的妇女，头戴七角星冠。对塞莎特的崇拜起源于萨伊斯城，但中心是赫尔莫波利斯城（Heliopolis）。她是手稿和文书档案的保护神，用“舍德”树叶（也是她的物神形式）记录法老的生平业绩，还掌管统计（主要统计战利品、战俘、贡品）、建筑设计和施工、天文、占星。塞莎特`的生日与复仇女神玛弗德特的生日为同一天，因此，这两个女神可能被认为是孪生姐妹。她还经常被视为玛弗德特、忒弗努特、拉特·塔乌伊（Raet-Tawy）、涅夫提斯的化身。

## 另请参阅
- 古动埃及抄写员列表
- 守护神

## 画廊

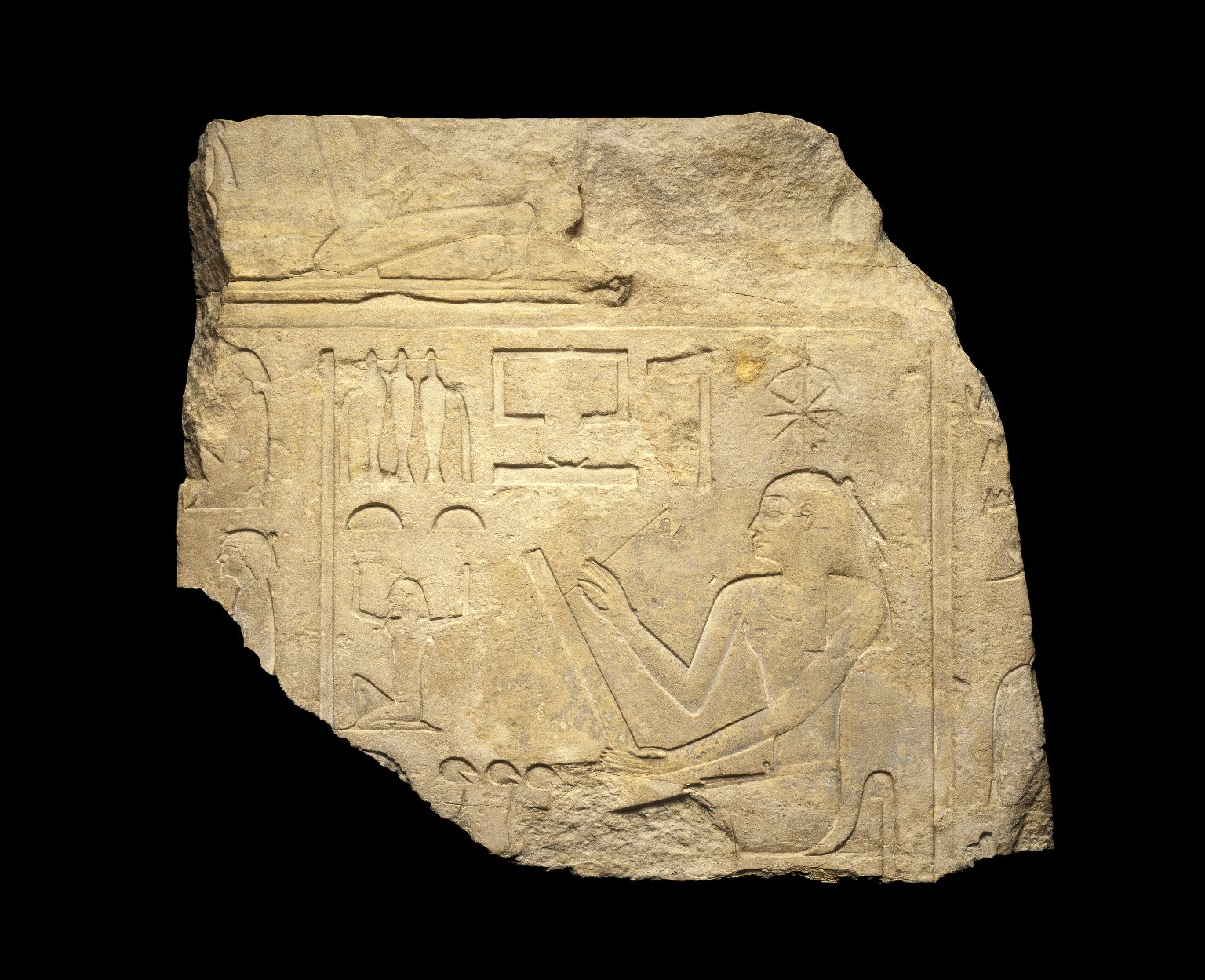
塞莎特女神, 约公元前1919-1875年, 52.129 布鲁克林博物馆
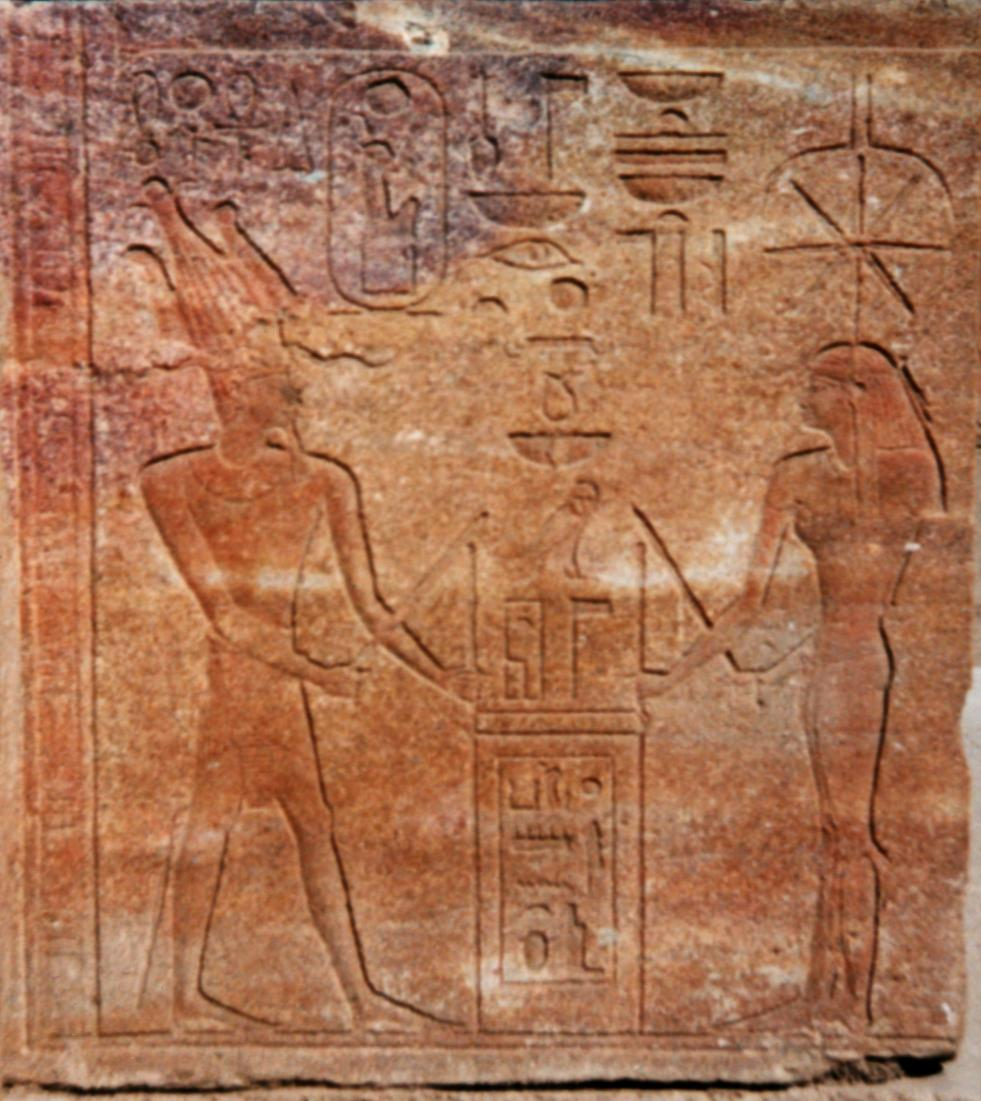
哈特谢普苏特与塞莎特女神.
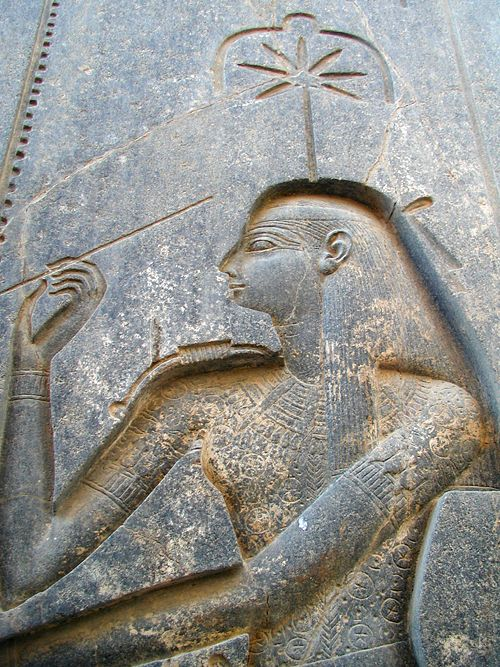
卢克索阿蒙神庙中,雕刻在拉美西斯二世塑像背后的塞莎特,约公元前 1250 年.
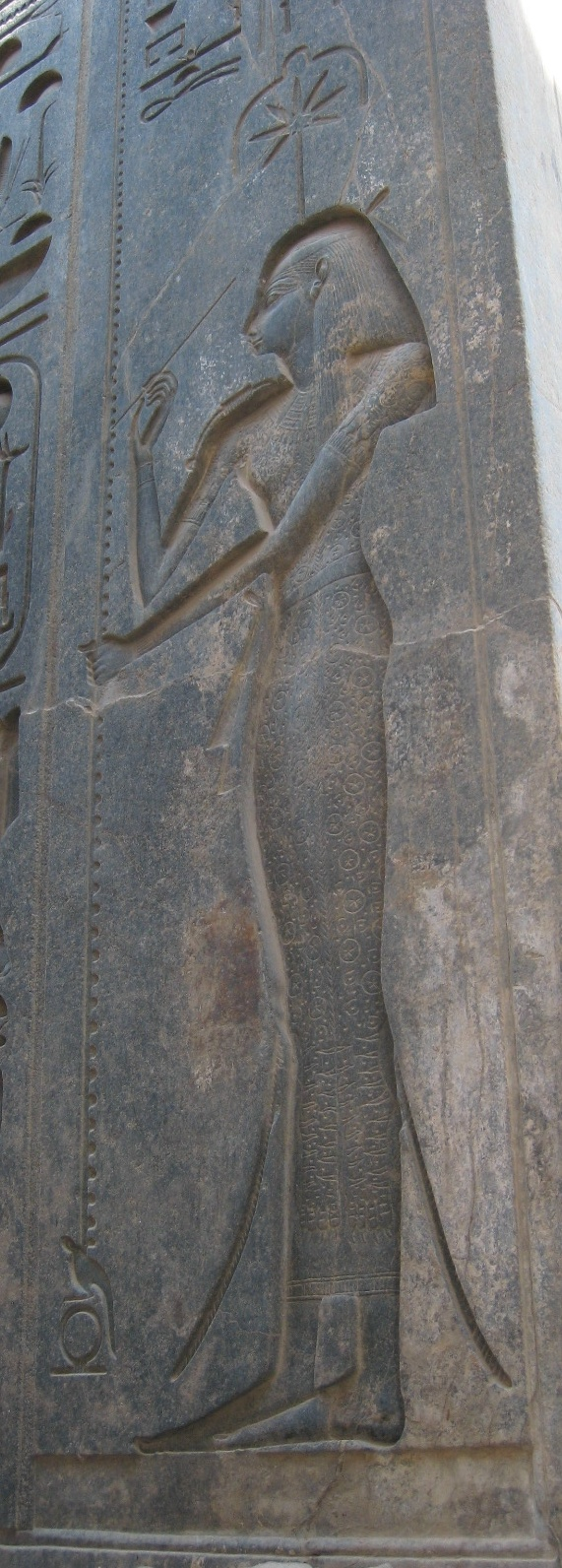
塞莎特. 同一雕刻, 全长.
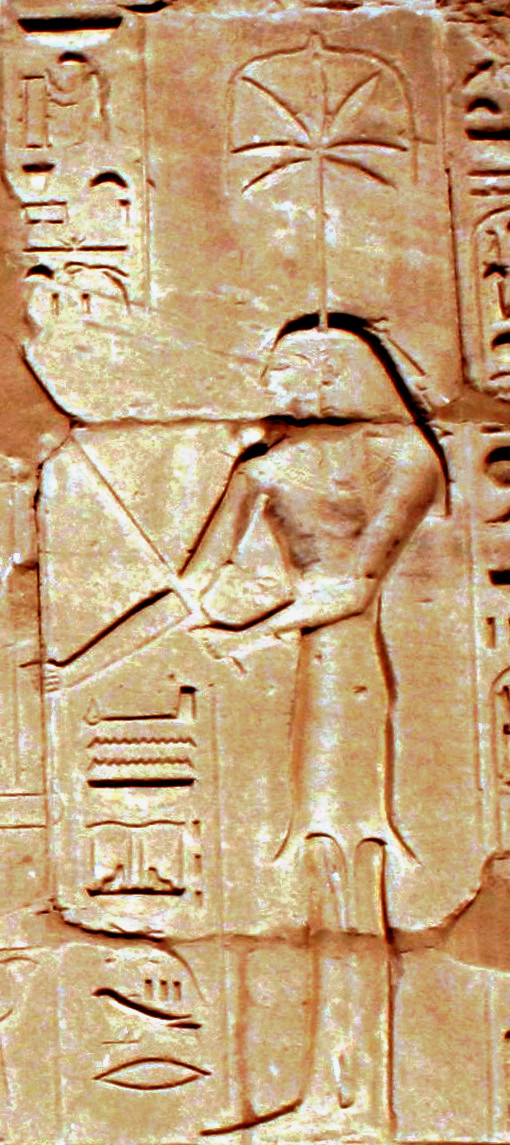
塞莎特, 卡纳克神庙.
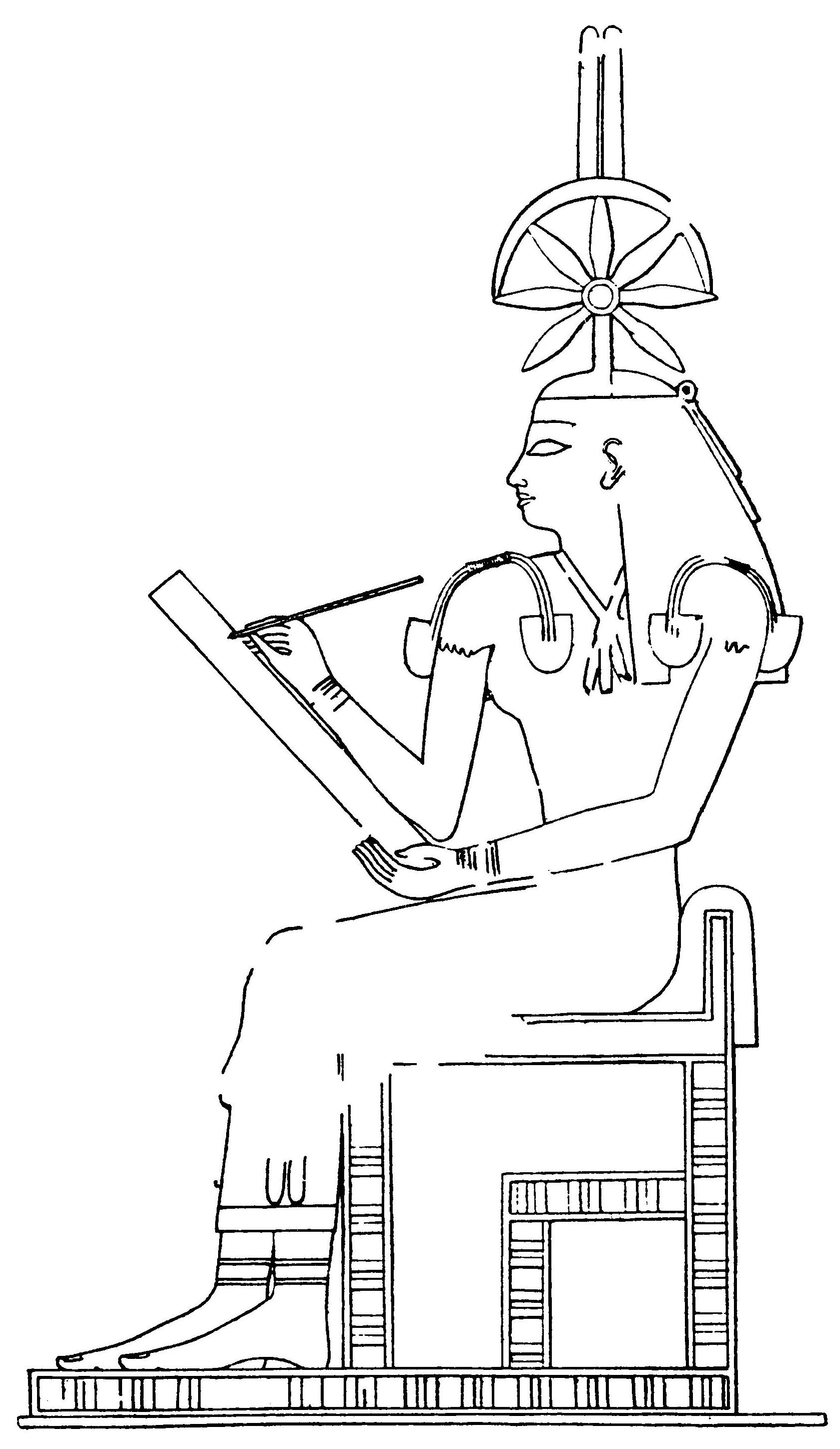
塞莎特女神像.

## 参阅
1. ↑  《世界神话辞典》，“塞莎特<埃及>”，第963页，辽宁人民出版社，1989年